# Левицкий, Николай Арсеньевич
Левицкий, Николай Арсеньевич (1887 — 21 апреля 1942 года) — советский военный историк, профессор Академии Генштаба РККА, генерал-майор (1940).

## Биография
В 1918 году вступил в РККА и ВКП(б), закончил Петроградский военно-инженерный техникум.

### Гражданская война
С марта 1918 года участвовал в Гражданской войне. В августе 1918 года — начальник Поворино-Балашовского боеучастка, с 21 октября 1918 года — командир технической роты инженерного батальона запасного стрелкового полка, 2 декабря 1918 года командирован для обучения в Военную академию РККА, с 13 апреля 1919 года — в распоряжении штаба Восточного фронта, со 2 по 11 мая 1919 года — командующий Дероульской группой войск, с 30 июня по 16 сентября 1919 года — начальник штаба 1-й кавалерийской дивизии 1-й Конной армии, с 6 по 26 октября 1919 года — начальник полевого штаба 4-й армии, с 26 октября 1919 года по 26 мая 1920 года обучался на старшем курсе Военной академии, 26 мая 1920 года — командирован в распоряжение Юго-Западного фронта и назначен начальником штаба Мелитопольской группы войск, с 10 июня по 1 июля 1920 года — начальник оперативного отдела штаба ударной группы войск, с 1 июля 1920 года — вр. и.д. начальник штаба той же группы и члена РВС 13-й армии, с 28 июля 1920 года — командир 46-й стрелковой дивизии, с 17 августа 1920 года — начальник штаба 1-й стрелковой дивизии.

### После войны
11 ноября 1920 года — откомандирован для дальнейшего обучения в Военную академию, 10 декабря зачислен на дополнительный курс Академии, 14 октября 1921 года окончил полный курс Академии с отметкой «хорошо». 12 октября 1921 года откомандирован в распоряжение Управления Штаба РККА, с 5 октября по 18 ноября 1921 года — командир 27-й стрелковой дивизии, с 20 ноября 1921 года — командир 4-й стрелковой дивизии, с марта 1923 года — командир 29-й Вятской стрелковой дивизии, с ноября 1925 года — в резерве РККА, с марта 1931 года — командир 168-го Пролетарского стрелкового полка.
В 30-е годы перешёл на преподавательскую работу в Военную академию имени М. В. Фрунзе — с февраля 1932 года преподаватель, с ноября 1934 года — руководитель кафедры военного искусства. С созданием в 1936 году Академии Генерального штаба РККА, Н. А. Левицкий переходит в неё, с мая 1936 года — старший руководитель кафедры военной истории, с августа 1940 года — заместитель начальника кафедры военной истории, с ноября 1940 года — начальник кафедры военной истории Высшей спецшколы Генерального штаба. С. М. Штеменко, в то время учившийся в академии, вспоминал: 

С таким же жаром читалась история русско-японской войны профессором Н. А. Левицким. Он свободно излагал материал и так же покорял слушателей подробностями и перипетиями сражения или боя, воссоздавая зримую картину борьбы воли и ума военачальников.— Штеменко С.М. Генеральный штаб в годы войны
Во время Великой Отечественной войны — на преподавательской работе.
Умер от болезни в Фергане в 1942 году.

## Звания
- комбриг — 05.12.1935
- генерал-майор — 04.06.1940

## Награды
- Орден Красного Знамени — 1923

## Сочинения
- Война 1812 года. — М., 1938.
- Лейпцигская операция 1813 г. — М., 1934.
- Полководческое искусство Наполеона — Воениздат, 1938. — 280 с.
- Русско-японская война 1904—1905 гг. — 1935 (книга переиздавалась 4 раза (в том числе 2-е изд. в 1936, 3-е изд.(существенно дополненное) в 1938), последнее издание — М.: Изд-во Эксмо, Изографус; СПб.: Terra Fantastica, 2003.)[2][3]